# Festuca varia
Festuca varia là một loài thực vật có hoa trong họ Hòa thảo. Loài này được Haenke mô tả khoa học đầu tiên năm 1788.

## Hình ảnh

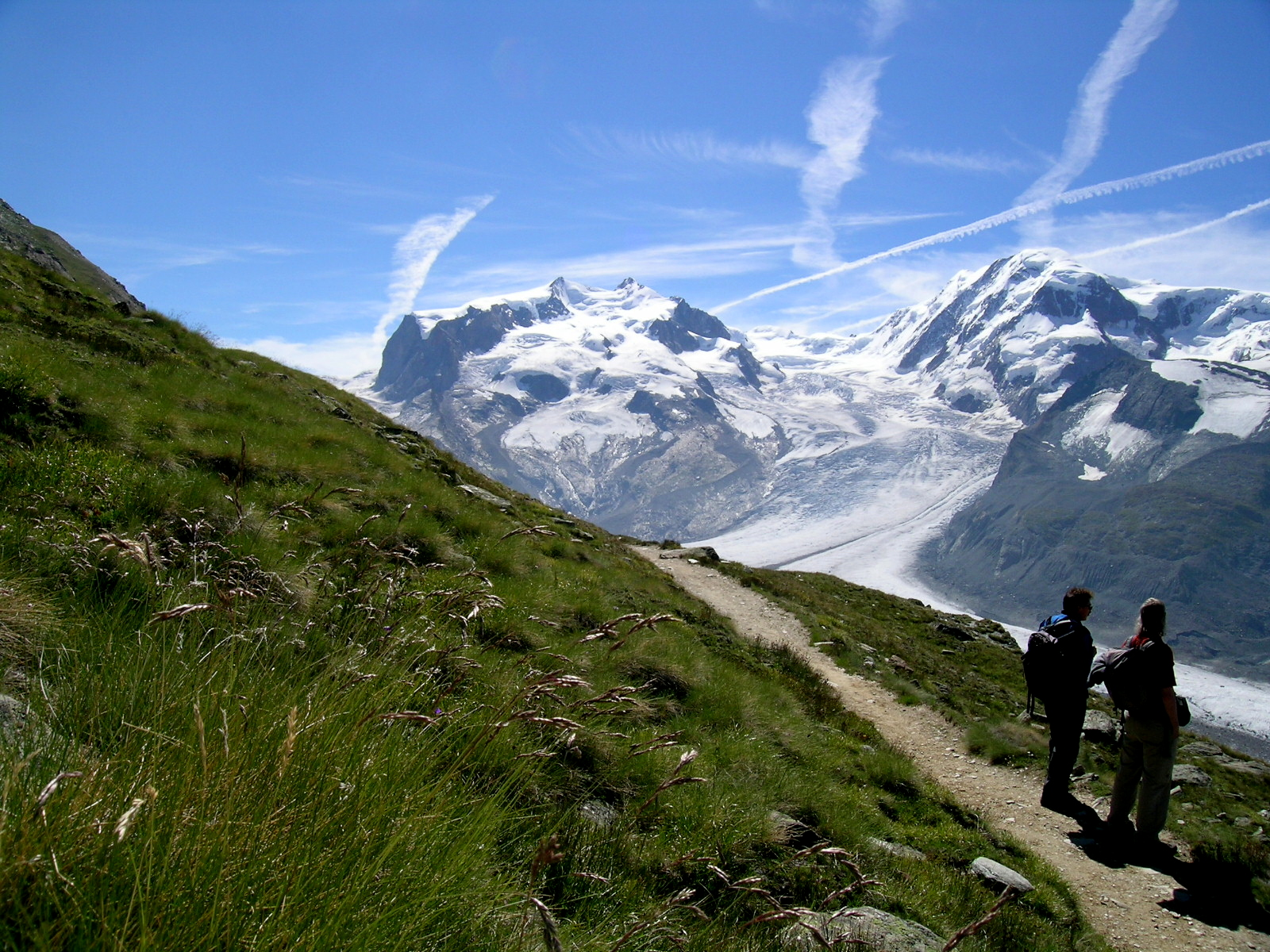
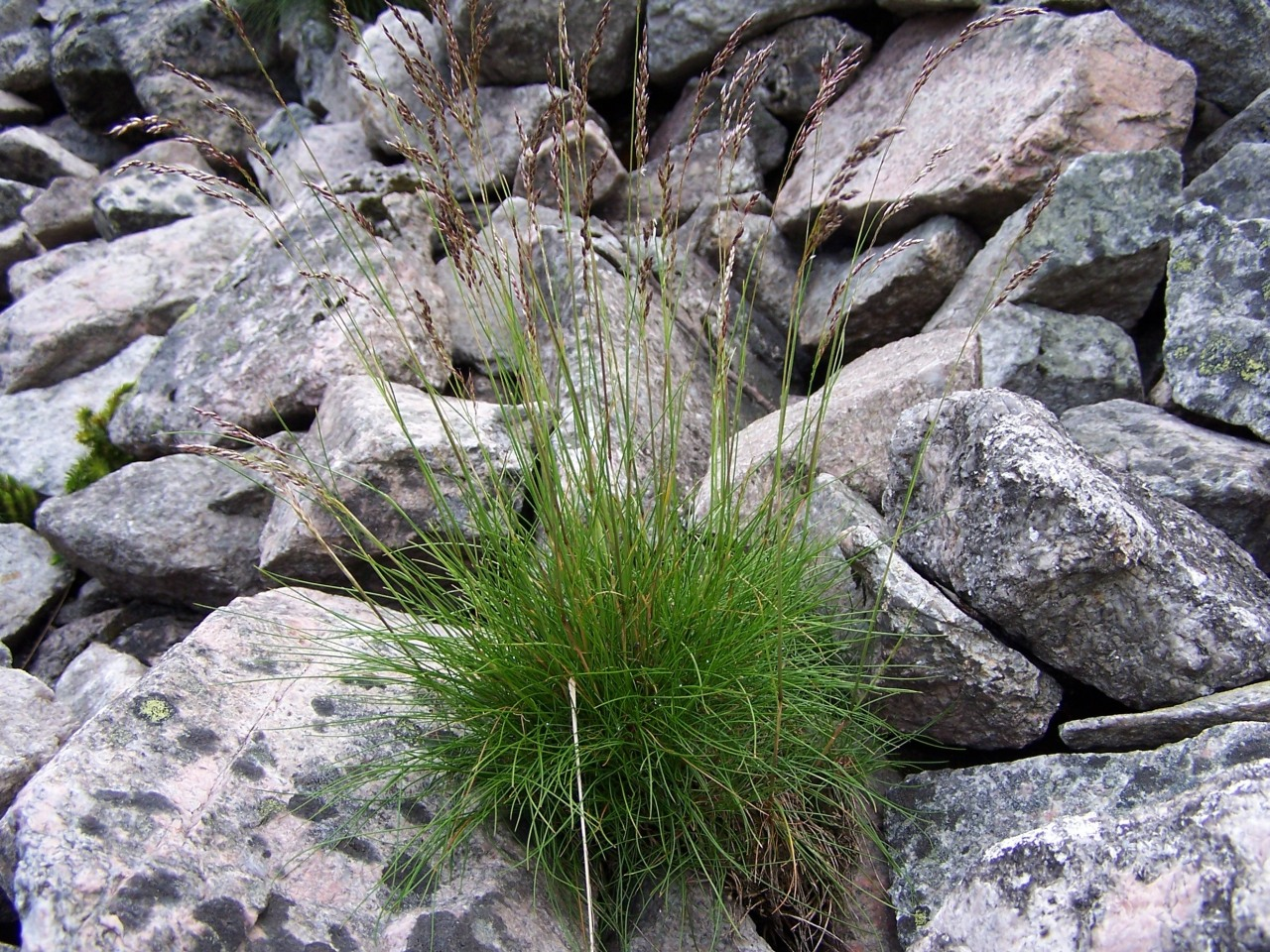
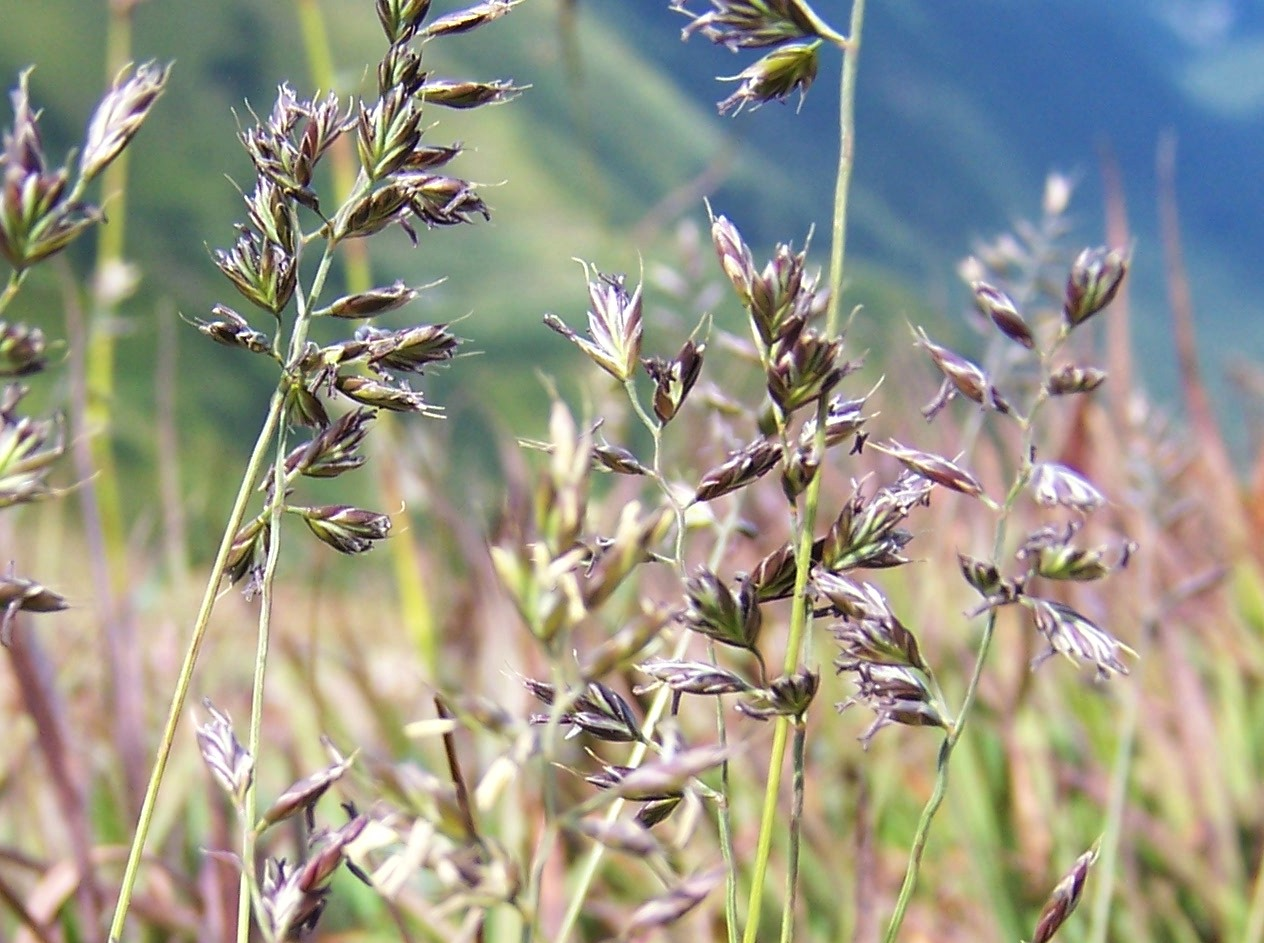
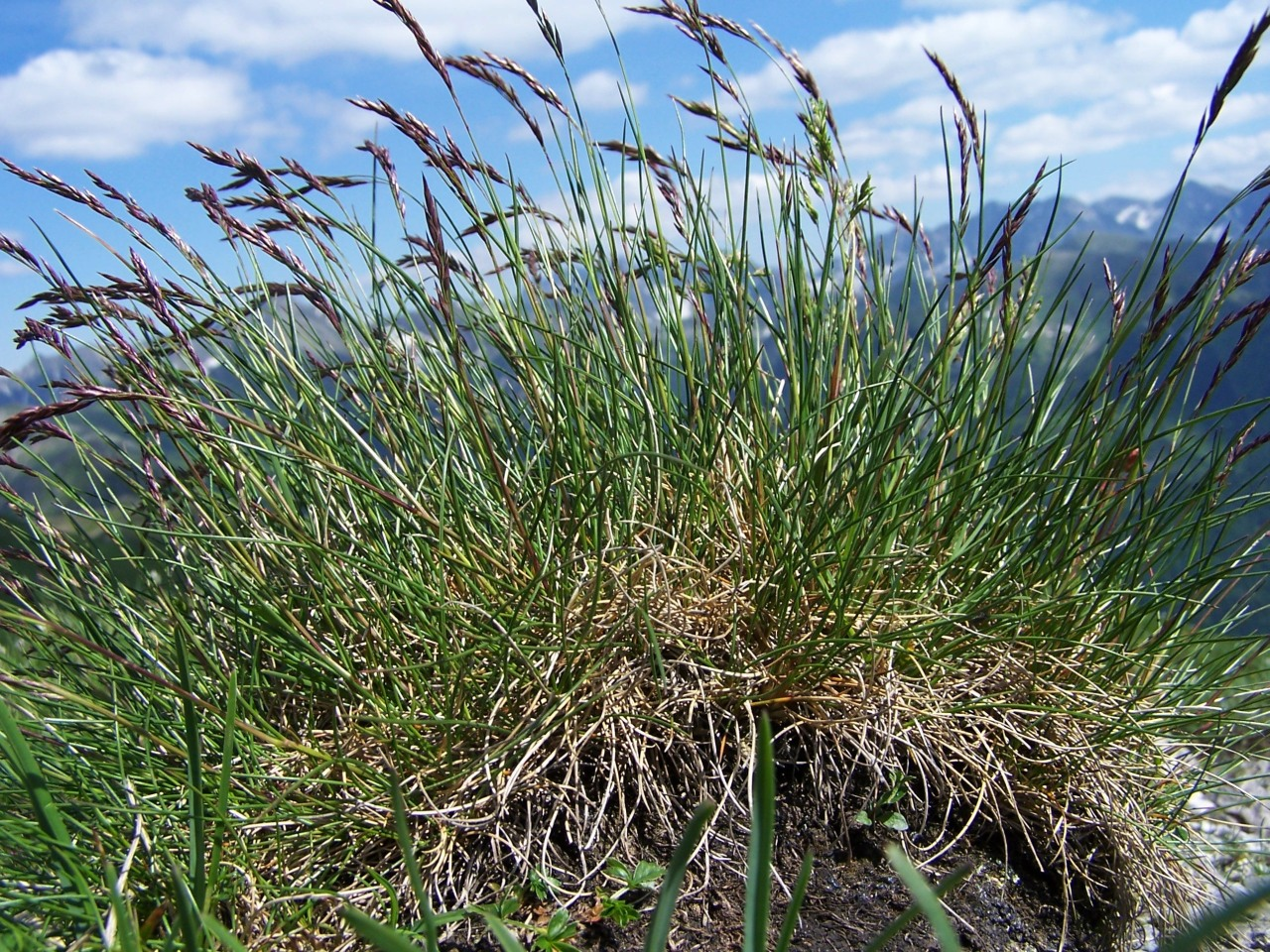